# Los Reyes de Juárez
Los Reyes de Juárez è un comune dello stato di Puebla in Messico, il cui capoluogo è la località omonima.
Conta 25.553 abitanti (2015) e ha una estensione di 58,71 km².
Il nome originale della località era Xonaca Comac, che in lingua nahuatl significa tegame dii cipolle.